# Camulogen
Camulogen (en llatí Camulogenus) era un ancià del poble dels aulercs que segons Juli Cèsar va ser el cabdill de la coalició formada contra ell de tots els pobles que vivien prop del riu Sequana.
Va aplicar una política de terra cremada per evitar l'aprovisionament dels romans, i fins i tot va intentar cremar Lutècia, mentre atacava les tropes de Tit Labiè. Va morir a la Batalla de Lutècia, quan els romans atacaven la ciutat, l'any 52 aC.